# Реформістський юдаїзм

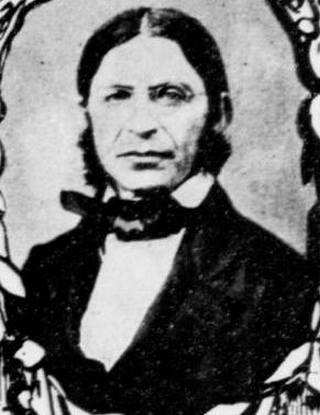
Авраам Ґайґер (1810—1874) — єврейсько-німецький теолог. Його ідеї справили величезний вплив на розвиток ідей реформізму в юдаїзмі

Реформістський юдаїзм — рух за оновлення юдаїзму. Виник у Німеччині в двадцяті роки ХІХ століття, звідки поширився на інші країни Центральної і Західної Європи.
Виник на початку XIX століття на основі ідей раціоналізму і зміни системи заповідей — збереження «етичних» заповідей з відмовою від «ритуальних» заповідей. Рух прогресивного юдаїзму — це ліберальна течія в юдаїзмі. Прогресивний (сучасний) юдаїзм вважає, що єврейська традиція постійно розвивається, з кожним новим поколінням набуваючи нового сенсу і нового змісту. Прогресивний юдаїзм прагне до оновлення і реформи релігійних обрядів у дусі сучасності.
Рух прогресивного юдаїзму вважає себе продовжувачем справи пророків Ізраїлю і прямує шляхом справедливості, милосердя і поваги до ближнього. Рух прогресивного юдаїзму прагне пов'язати сучасне життя з єврейським Вченням; його прихильники впевнені в тому, що на зламі тисячоліть єврейські традиції та єврейське виховання анітрохи не втратили своєї актуальності.
Зародившись близько 200 років тому в Європі, прогресивний юдаїзм налічує сьогодні понад 1,7 мільйона прихильників, які проживають на 5 континентах, в 36 країнах.